# Avro 671 Rota
Le Avro 671 Rota était un avion militaire de la Seconde Guerre mondiale britannique, fabriqué au Royaume-Uni par AV Roe & Co Ltd. (Avro) pour la Royal Air Force. C'était la variante militaire de l'autogire civil Cierva C.30 conçu par l'espagnol Juan de la Cierva et construit par sa société britannique Cierva Autogiro Company.